# 弗勒·丘
弗勒·丘（英語：Fleur Chew，1981年7月29日—），澳大利亚女子赛艇运动员。她曾代表澳大利亚参加日本歧阜县举行的2005年世界赛艇锦标赛，获得女子八人单桨有舵手金牌。